# Вєхов Микола Кузьмич

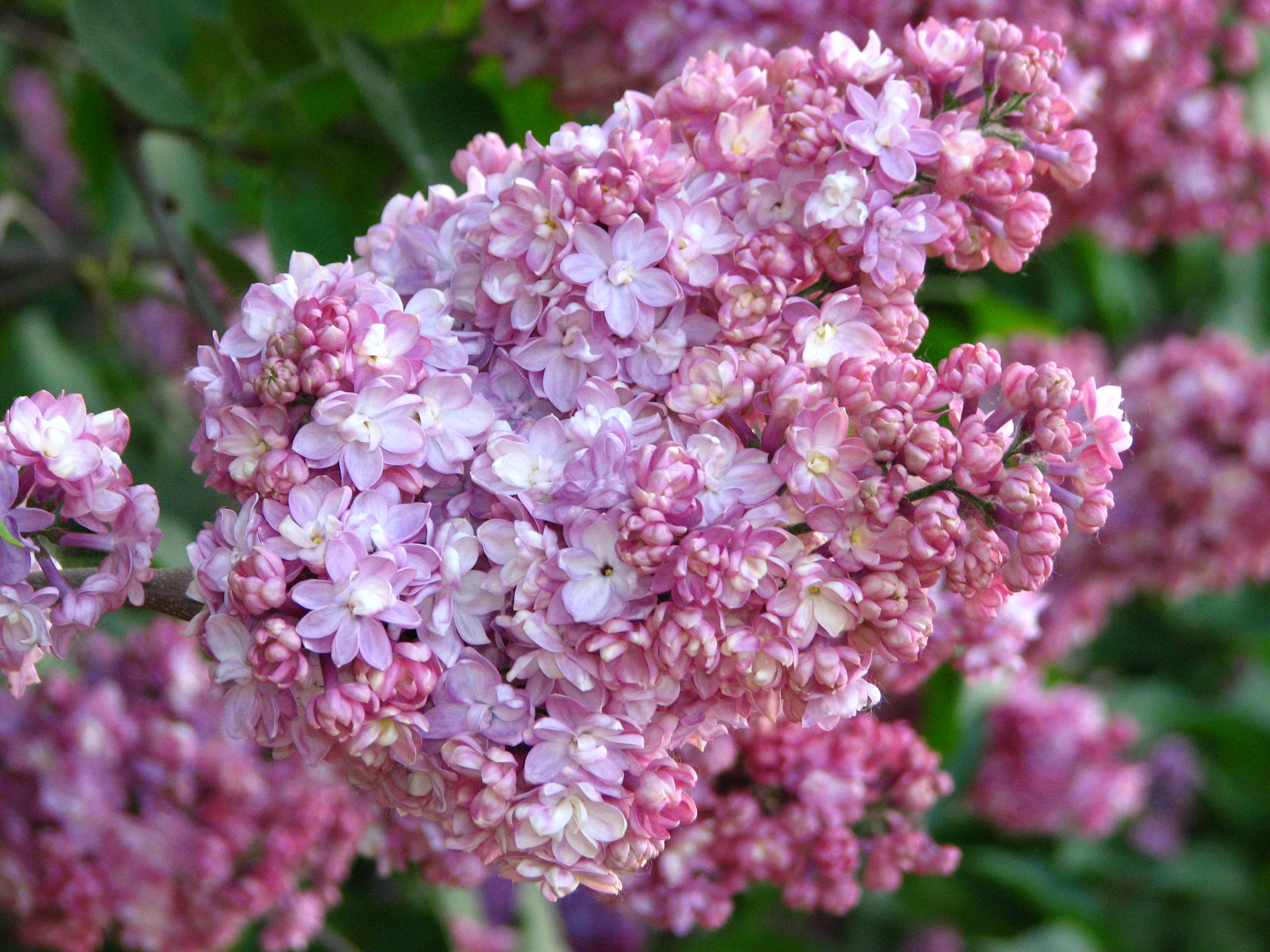
Бузок «Пам'ять про Вєхова» селекції М. К. Вєхова (1952) в колекції Ботанічного саду МДУ

Вє́хов Мико́ла Кузьми́ч (рос. Ве́хов Никола́й Кузьми́ч, 15 травня 1887 — 6 листопада 1956) — російський селекціонер-дендролог, доктор сільськогосподарських наук, професор, протягом тридцяти років керував Липецькою дослідно-селекційною станцією.

## Біографія
Батько Миколи Кузьмича Вєхова — Кузьма Іванович Вєхов, походив з волзьких селян. До моменту народження первістка Миколи він значився міщанином міста Вольська Саратовської губернії, а в 1902 році — вже саратовським купцем.
У віці 15 років Микола лишився без батька. У 1904 році після закінчення Саратовського училища він вступив до Московського сільськогосподарського інституту. Його залишили при кафедрі лісівництва професора М. С. Нестерова.
У 1932 році вийшла його книга «Вегетативне розмноження чагарникових і деревних рослин».
У 1941-1944 роках працював старшим лісничим Саратовського сільськогосподарського інституту.
З середини 40-х років XX століття займався селекцією бузку.
У 1947 році було присвоєно звання професора. Вивів нові сорти бузку і чубушника: «Комсомолець», «Казбек», «Арктика», «Снігова буря», «Зоя Космодем'янська», «Ельбрус», «Гном» та ін.. Одним з досягнень Вєхова і його колег слід вважати, що при виведенні нових сортів бузків вони домагалися, щоб кожен новий сорт мав своє призначення.
У 1954 році виїхав з Мещерки до Москви через загострення хвороби, яка вимагала операції.
Помер 6 листопада 1956 року у віці 69 років.

## Друковані праці
- Вехов Н. К. Обзор фенологических наблюдений и погоды на Раифской лесной даче. — 1924.
- Вехов Н. К. Вегетативное размножение кустарниковых и древесных растений. — 1932.
- Вехов Н. К. Из опытов отводкового размножения древесных растений. — 1947.
- Вехов Н. К. Отводковое размножение декоративных деревьев и кустарников. Размножение лилий стеблями. — 1947.
- Вехов Н. К. Жасмин. — Москва : Московский рабочий, 1952. — 56 с.
- Вехов Н. К. Сирени. — Москва : Изд-во М-ва коммун. хозяйства РСФСР, 1953.